# Primera batalla de Moulin-aux-Chèvres

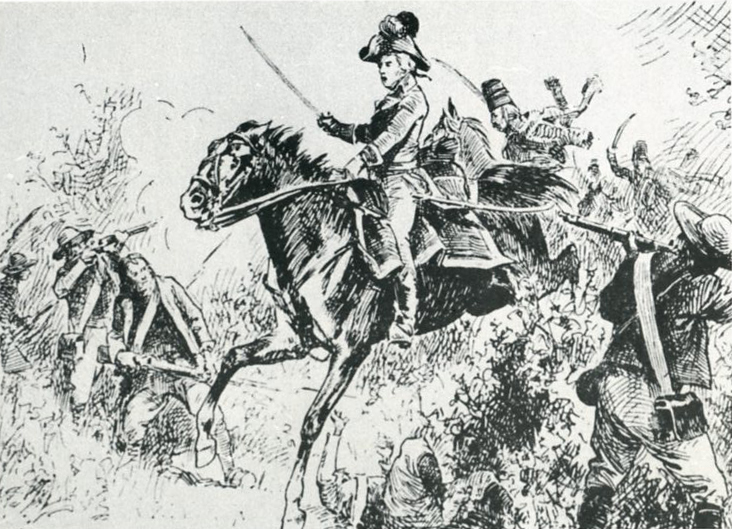
El general Westerman a la Vendée

Batalla del bosc de Moulin-aux-Chèvres, lloc de vegades confós amb la ciutat de Moulins al costat de Châtillon-sur-Sèvre avui Mauléon a la qual ara està adossada, va tenir lloc durant la guerra de Vendée al territori de la comuna de Nueil-sous-les-Aubiers (actual Nueil-les-Aubiers,) a l'antiga carretera que unia Châtillon-sur-Sèvre amb Bressuire i a mig camí entre aquestes dues ciutats.

## La batalla
Després de la derrota dels Vendeans a la batalla de Parthenay, Henri de La Rochejaquelein, que havia hagut d'evacuar Saumur, va acudir en ajuda de Lescure. Els republicans de Westermann van amenaçar Châtillon, "capital" dels Vendeans, però per bloquejar-los el pas, La Rochejaquelein i Lescure només van poder reunir 5.000 homes. Westermann va llançar l'atac el 3 de juliol i va dispersar les tropes de Vendée després de dues hores de lluita. A les 7 del vespre, els republicans van fer la seva entrada a Châtillon.
El Consell Superior de la Vendée havia fugit a Cholet, però Westermann va fer cremar els documents administratius i els diaris dels reialistes. A més, 600 presoners republicans empresonats a Châtillon van ser alliberats i van augmentar les files del petit exèrcit de Westermann.
Les baixes republicanes són, segons Westermann, almenys 50 homes de la seva legió, mentre que els altres batallons van patir poc. Les pèrdues de Vendée són, segons ell, més de 2.000 morts. Aquest últim també va disposar que Mestadier, bisbe constitucional, celebrés un Te Deum a l'església de Châtillon. També es va enviar una companyia a Durbelière per calar foc al castell de La Rochejaquelein com havia estat el de Lescure.